# فرناندو سیرو
فرناندو سیرو (اسپانیایی: Fernando Siro‎؛ ‏ ۵ اکتبر ۱۹۳۱ – ۴ سپتامبر ۲۰۰۶) کارگردان فیلم، فیلم‌نامه‌نویس و بازیگر اهل آرژانتین بود.
از فیلم‌ها یا برنامه‌های تلویزیونی که وی در آن نقش داشته‌است، می‌توان به شکست برای شکست و جایی که باد می‌میرد اشاره کرد.